# Scherma ai VI Giochi del Mediterraneo
Le competizioni si sono svolte sia in ambito maschile che femminile, mettendo in palio un totale di 4 ori, 4 argenti e 4 bronzi nelle seguenti specialità:
- Fioretto
- Sciabola
- Spada

## Podi

### Uomini
| Evento               | Oro            | Argento           | Bronzo             |
| Spada                |                |                   |                    |
| Spada individuale    | Giovanni Muzio | Gianluca Piacella | François Jeanne    |
| Fioretto             |                |                   |                    |
| Fioretto individuale | Carlo Montano  | Christian Noël    | Edoardo Bernkopf   |
| Sciabola             |                |                   |                    |
| Sciabola individuale | Rolando Rigoli | Gérard Delloque   | Mario Aldo Montano |

### Donne
| Evento               | Oro                     | Argento       | Bronzo            |
| Fioretto             |                         |               |                   |
| Fioretto individuale | Marie-Chantale Demaille | Özden Ezinler | Vera Jeftimijades |

## Medagliere
| Posizione | Paese      |   |   |   | Totale |
| --------- | ---------- | - | - | - | ------ |
| 1         | Italia     | 3 | 1 | 2 | 6      |
| 2         | Francia    | 1 | 2 | 1 | 4      |
| 3         | Turchia    | 0 | 1 | 0 | 1      |
| 4         | Jugoslavia | 0 | 0 | 1 | 1      |
| Totale    | Totale     | 4 | 4 | 4 | 12     |